# Île Kakazou
L'île Kakazou est un îlot de Mayotte appartenant administrativement à Pamandzi.

## Géographie
Elle est située entre Grande-Terre et Petite-Terre et s'étend sur environ 120 m de longueur pour 200 m de largeur. 